# Élections fédérales australiennes de 1928
Les élections fédérales australiennes de 1928 ont eu lieu le 14 novembre 1925, afin de renouveler les 75 sièges de la Chambre des représentants et 19 des 36 sièges du Sénat. Les Nationalistes, en coalition avec le parti National (en anglais : "Country", à ne pas confondre avec le parti Nationaliste), avec Stanley Bruce à leur tête, gagnent cette élection pour la cinquième fois de suite contre le parti Travailliste, mené par James Scullin.
L'élection a lieu en même temps qu'un référendum sur les relations entre l'Australie et le Commonwealth (en).